# 전방욱
전방욱(全芳郁, 1956년 2월 23일~)은 대한민국의 식물학 박사이자, 교육자이다. 1974년 인천 제물포고등학교를 졸업하고, 1979년 서울대학교에서 식물학과 학사 학위 과정을 이수했다. 1981년, 1986년에 각각 자대 대학원에서 식물학과 석사, 박사 과정을 수료하여 학위를 획득했다. 박사학위를 획득한 해인 1986년, 강릉대학교 교수로 임용되었고, 2008년 자연과학대학 학장을 거쳐, 2012년 1월 국립강릉원주대학교 총장으로 취임하고 2015년 10월 퇴임했다. 퇴임 이후, 국립강릉원주대학교의 교수로 재직중이며, 아시아생명윤리학회 회장 등을 역임하고 있다.

## 약력
- 1986년~2021년 국립강릉원주대학교 자연과학대학 생물학과 교수
- 2005년 캐나다 캘거리 대학교 커뮤니케이션문화학부 교환교수
- 2008년 강릉대학교 자연과학대학 학장
- 2012년~2015년 국립강릉원주대학교 총장
- 2013년~2015년 강원지역대학총장협의회 회장
- 2015년 지역중심국공립대학교총장협의회 회장
- 2016년~2018년 아시아생명윤리학회 회장

## 학력
- 1974년 제물포고등학교 졸업
- 1975년 서울대학교 이과학부
- 1980년 서울대학교 대학원

## 학위
- 1979년 서울대학교 식물학 학사
- 1981년 서울대학교 대학원 식물학 석사
- 1986년 서울대학교 대학원 식물학 박사

## 주요 저작
- 수상한과학, 2004, 풀빛
- DNA 혁명 크리스퍼 유전자가위, 2017, 이상북스

## 참고 자료
- 리디북스 저자_전방욱

## 같이 보기
- 국립강릉원주대학교

| 전임 한송 | 제2대 국립강릉원주대학교 총장 2012년 1월 19일~2015년 10월 5일 | 후임 반선섭 |